# Bärnkopf
Bärnkopf – gmina uzdrowiskowa w Austrii, w kraju związkowym Dolna Austria, w powiecie Zwettl. Liczy 349 mieszkańców (1 stycznia 2014).